# Протопорфирин IX
Протопорфирин IX — органическое вещество класса порфиринов, синтезируется при метаболизме порфирина ферментом протопорфириноген IX оксидаза.
По химической структуре является 1,3,5,8-тетраметил-2,4-дивинил-6,7-дипропионовокислым порфином.

## Биосинтез протопорфирина IX
Протопорфирин IX — важный предшественник гема, цитохрома c и хлорофиллов. Вследствие этого многие организмы способны синтезировать этот тетрапиррол из базовых предшественников, таких, как глицин и сукцинил-CoA, так и из глутамата. Несмотря на большой филогенетический разброс организмов, способных к синтезу протопорфирина IX, этот процесс остался практически неизменен от бактерий до млекопитающих с несколькими особыми исключениями у высших растений.

## Биосинтез гемаb
В биосинтезе гема фермент феррохелатаза превращает его в гем b (другие названия: Fe-протопорфирин IX или протогем IX).

## Биосинтез хлорофилла
В биосинтезе хлорофилла фермент Mg-протопорфиринхелатаза превращает его в Mg-протопорфирин IX.